# Алексеев, Виктор (киргизский футболист)
Виктор Алексеев (25 августа 1974) — киргизский футболист, вратарь.

## Биография
На взрослом уровне начал выступать в первом сезоне независимого чемпионата Кыргызстана в составе бишкекского «Инструментальщика». В 1993 году перешёл в «Алгу», где провёл два сезона и стал чемпионом и обладателем Кубка Кыргызстана 1993 года. В 1995 году перешёл в бишкекское «Динамо» и в том же году вместе с командой завоевал Кубок. С 1998 года в течение трёх лет выступал за «СК Свердловского РОВД» (позднее — «Полёт»), в первых двух сезонах был дублёром Сергея Миненко, а после того, как тот получил травму, стал основным вратарём. После расформирования «Полёта» вернулся в «Динамо» (носившее названия «Эркин-Фарм» и «Динамо-Эркин-Фарм») и выступал в его составе до конца профессиональной карьеры. Последние матчи в высшей лиге сыграл в 28-летнем возрасте.
Всего в высшей лиге Кыргызстана сыграл 116 матчей. Несколько игр провёл на позиции полевого игрока.
Дальнейшая судьба неизвестна.